# 盛岡市立城西中学校
盛岡市立城西中学校（もりおかしりつじょうせいちゅうがっこう）は、岩手県盛岡市城西町にある公立中学校。
同校は盛岡駅の近くにあり、都市開発などにより毎年周囲の様相が目まぐるしく変化し続けている。
運動ではハンドボール部や野球部が全国大会に出場し、文化では特設合唱部が2010年に初の全国大会にも出場した。

## 沿革
- 1961年4月：盛岡市立城西中学校創立
- 1961年5月：校章制定
- 1962年4月：校歌制定
- 1962年6月：学校環境緑化研究指定校
- 1966年2月：産業教育研究指定校発表会開催
- 1969年4月：盛岡市安全教育指定校
- 1970年4月：文部省生徒指導研究指定校
- 1971年10月：創立10周年記念式典並びに祝賀会
- 1979年9月：盛岡市指定学校公開「新学習指導要領にもとづく教育課程の編成と課題」
- 1980年9月：創立20周年記念式典並びに祝賀会
- 1988年8月：東北中学校体育大会水泳競技男子優勝
- 1991年10月：創立30周年記念式典並びに祝賀会
- 1992年4月：文部省武道研究指定校
- 1995年9月：授業実践研究自主公開
- 1999年8月：東北中学校総合体育大会　ハンドボール男子優勝
- 2001年10月：創立40周年記念式典並びに祝賀会
- 2004年8月：東北中学校総合体育大会　ハンドボール男子優勝
- 2007年10月：盛岡市教育委員会指定学校公開研究会
- 2008年8月：全国中学校軟式野球大会　ベスト8
- 2010年10月：全日本合唱コンクール全国大会　銅賞
- 2011年10月：創立50周年記念式典並びに祝賀会

## 行事
- 4月 - 新任式、始業式、入学式、市内一周縦走
- 5月 - 3年修学旅行、授業参観日、PTA総会、2年宿泊研修、1年野外活動
- 6月 - 盛岡市中学校総合体育大会、校内陸上競技大会
- 7月 - 定期テスト、3者面談、終業式
- 8月 - 始業式、盛岡市内中学校陸上競技大会
- 9月 - 盛岡市中学校新人大会
- 10月 -文化祭（雄峰祭）、後期時間割スタート、定期テスト、校内ロードレース大会
- 11月 - 定期テスト
- 12月 - 3者面談、終業式
- 1月 - 始業式
- 2月 - 新入生1日体験入学、定期テスト
- 3月 - 3年生を送る会、修了式、卒業式

## 学区
- 城西地区
- 駅北通地区
- 駅西通地区（旧中川町）
- 新田地区
- 夕顔瀬地区
- 境田地区
- 北夕顔瀬地区
- 前九年地区
- 中屋敷地区
- 天昌寺地区
- 北天昌寺地区
- 大館地区
- 稲荷地区

## 部活動
- 運動部 　
野球部（男女）、サッカー部（男女）、ハンドボール部（男女）、ソフトテニス部（男女）、陸上部（男女）バスケットボール部（男女）、バレーボール部（女）、バドミントン部（男女）、剣道部（男女）

- 文化部
吹奏楽部、総合文化部

- 特設部
特設合唱部、柔道部、新体操部、水泳部
特設部は、他の部と掛け持ちの出来る部活で、単独で入ることは出来ない。

## 大会成績
- (*)特設合唱部
  - NHK全国学校音楽コンクール岩手県コンクール　9年連続金賞　東北大会出場（2014年現在）
  - 全日本合唱コンクール岩手県大会　11年連続金賞　東北大会出場　（2014現在）

## 著名な出身者
- 佐藤洸彬（フィギュアスケート選手）
- 谷藤裕明（元盛岡市長）